# Žabovlasovité
Žabovlasovité (Cladophorophyceae) je třída zelených řas, v některých případech však je zařazována dovnitř třídy Ulvophyceae jakožto řád Cladophorales. Jsou to sifonokladálně stélkaté rostliny, tedy s mnohojadernými buňkami, jež jsou odděleny přepážkami. V buněčné stěně mají celulózu a arabinogalaktan. Mají izomorfní haplo-diplontní rodozměnu, na gametofytu vznikají bičíkaté gamety, z nichž se po oplození vyvíjí diploidní sporofyt.
Významným rodem je žabí vlas (Cladophora), Rhizoclonium nebo Valonia.